# Hrastovec pod Bočem
Hrastovec pod Bočem je naselje v Občini Poljčane.